# Landgraviat de Hesse-Rheinfels-Rotenbourg
Le landgraviat de Hesse-Rheinfels-Rotenbourg fut un landgraviat possession de la Hesse-Cassel.

## Histoire
En 1627, Ernest Ier de Hesse-Rheinfels devint le premier landgrave de cet État allemand. La superficie de la Hesse-Rheinfels-Rotenbourg couvrit une superficie représentant un quart de la Hesse-Cassel.
La lignée se scinde en 1725 en branche de Rottenbourg, Wanfried et Eschwege qui cessent en 1755. Rheinfels avait été cédée en 1735 à la Hesse-Cassel.
En 1803, le landgraviat vend ses possessions de la rive gauche du Rhin à la France contre une rente annuelle.

## Congrès de Vienne
En 1815, après la réunion du Congrès de Vienne une partie de la Hesse-Rheinfels-Rotenbourg revient à la Prusse, mais reçoit en dédommagement la principauté de Corvey et le duché de Ratibor. Après le décès du landgrave Victor-Amédée de Hesse-Rheinfels-Rotenbourg Corvey et Ratibor reviennent à la lignée des Hohenlohe-Waldenburg-Schillingsfürst (1834).